# Ctenus rwandanus
Espèce
Ctenus rwandanus est une espèce d'araignées aranéomorphes de la famille des Ctenidae.

## Distribution
Cette espèce est endémique du Rwanda.

## Étymologie
Son nom d'espèce lui a été donné en référence au lieu de sa découverte, le Rwanda.

## Publication originale
- Benoit, 1981 : Études sur les Ctenidae africains (Araneae) XI. Étude des mâles isolés. Revue de zoologie africaine, vol. 95, p. 29-44.